# Francesca Segat
Francesca Segat (* 21. Januar 1983 in Vittorio Veneto) ist eine italienische Schwimmerin.

## Werdegang
Ihr erster größerer Erfolg stellte ein fünfter Platz über 200 Meter Schmetterling bei den Schwimmeuropameisterschaften 2002 in Berlin. Im selben Jahr wurde sie ebenfalls Fünfte über 200 Meter und Sechste über 100 Meter Schmetterling bei den Kurzbahneuropameisterschaften 2002 in Riesa.
Bei den Schwimmweltmeisterschaften 2003 in Barcelona belegte sie schlussendlich auch den fünften Endrang. Nur ein halbes Jahr später, bei den Kurzbahneuropameisterschaften 2003 in Dublin konnte sie mit dem zweiten Platz über 200 Meter Schmetterling ihre erste Medaille bei internationalen Wettkämpfen gewinnen.
Segat gehörte zur italienischen Olympiamannschaft bei den Olympischen Sommerspielen 2004 in Athen. Sie wurde 12. über 200 Meter und 22. über 100 Meter Schmetterling.
Bei den darauf folgenden Kurzbahneuropameisterschaften, 2004 in Wien und 2005 in Triest wurde sie über die 200-Meter-Schmetterlingstrecke jeweils Fünfte. 2006 in Helsinki belegte sie über diese Distanz den siebenten und 2008 in Rijeka den sechsten Endrang.
2006 war ein weiteres sehr erfolgreiches Jahr für Segat, da sie bei den Kurzbahnweltmeisterschaften 2006 in Shanghai und bei den Schwimmeuropameisterschaften 2006 in Budapest jeweils die Silbermedaille über 200 Meter Schmetterling gewinnen konnte.
In Rijeka bei den Kurzbahneuropameisterschaften 2008 trat sie das erste Mal bei internationalen Titelkämpfen über die Lagendistanzen an und feierte große Erfolge. Über 200 Meter Lagen sicherte sie sich ihre erste Goldmedaille in der neuen Europarekordzeit von 02:07,03 min. Über 100 und 400 Meter Lagen konnte sie jeweils die Bronzemedaille gewinnen.
Ein Jahr später bei den Kurzbahneuropameisterschaften 2009 gewann sie über 200 Meter Lagen die Silbermedaille.